# Bianca Andreescu
Bianca Vanessa Andreescu (pronúncia romena: [andre'esku]; nascida em 16 de junho de 2000) é uma tenista profissional canadense. Ela tem como classificação mais alta na carreira de No. 4 no mundo, e é a canadense mais bem classificada na história da Women's Tennis Association (WTA). Andreescu foi campeã do US Open e do Canadian Open em 2019, derrotando Serena Williams para conquistar os dois títulos. Ela é a primeira tenista canadense a ganhar um título importante de simples, e a primeira a vencer o Canadian Open em 50 anos. Ela também foi a primeira jogadora a ganhar um título importante de simples quando adolescente desde Maria Sharapova em 2006.
Andreescu começou a jogar tênis na Romênia, país natal de seus pais, antes de retornar ao Canadá, seu país natal. Ela teve sucesso como júnior, vencendo o Orange Bowl e dois títulos de duplas importantes com o compatriota Carson Branstine [en] a caminho de alcançar o terceiro lugar no ranking mundial de juniores, o melhor da carreira. Depois de não jogar nenhuma partida no nível WTA Tour em 2018, Andreescu teve um ano de destaque em 2019, começando como vice-campeã em seu primeiro evento da temporada, o Auckland Open. Ela então ganhou destaque ao vencer o Indian Wells Open, um torneio "Premier Mandatory". Embora tenha perdido vários meses devido a uma lesão, Andreescu se classificou para o WTA Finals e terminou o ano em 5º lugar.
O estilo de jogo de Andreescu combina potência com variedade e tem sido amplamente considerado como "divertido de assistir" por comentaristas de tênis e jornalistas. Ela tem forte apoio de fãs canadenses e romenos.

## Início da vida e antecedentes
Bianca Vanessa Andreescu nasceu em Mississauga, Ontário, filha de Nicu e Maria Andreescu. Seus pais emigraram da Romênia para o Canadá em 1994, quando seu pai aceitou um emprego no país. O pai de Andreescu trabalhava como engenheiro mecânico em uma empresa automotiva, enquanto sua mãe trabalhava em um banco na Romênia. Sua família voltou para a Romênia quando Bianca tinha seis anos para que sua mãe pudesse abrir um negócio em seu país de origem. Depois de dois anos e meio, fecharam o negócio e voltaram para o Canadá. Desde então, sua mãe trabalhou como diretora de conformidade em uma empresa de serviços financeiros. Andreescu começou a jogar tênis em Pitești aos sete anos. Ela foi inicialmente treinada por Gabriel Hristache, um amigo de seu pai. Quando ela voltou para o Canadá, ela treinou no "Ontario Racquet Club" em Mississauga antes de se mudar para o "U14 National Training Centre" em Toronto operado pela Tennis Canada. Ela começou a treinar mais seriamente aos 12 anos.

## Carreira júnior
Andreescu teve uma classificação júnior alta na carreira de No. 3 no mundo, que ela alcançou no início de 2016. Ela teve sucesso precoce como júnior, vencendo Les Petits As, um torneio de prestígio para menores de 14 anos, em 2014. Ela também venceu o Orange Bowl para menores de 16 anos no final do ano, tornando-se a quarta canadense consecutiva a vencer o evento. Andreescu começou a jogar eventos para menores de 18 anos no ITF Junior Circuit no final de 2013. Ela ganhou seus primeiros títulos em 2014, três em simples e um em duplas, em torneios de 4ª e 5ª séries, os dois níveis mais baixos.
Andreescu subiu para eventos de nível superior no início de 2015, ganhando os títulos de simples e duplas no torneio Condor De Plata na Bolívia, seu primeiro torneio de segundo grau. Ela foi vice-campeã para a compatriota Robillard-Millette [en] no Open International Junior de Beaulieu-sur-Mer, seu primeiro torneio de primeiro grau. Andreescu teve menos sucesso imediato nos torneios de grau A de nível mais alto, perdendo suas partidas da rodada de abertura em seus primeiros quatro eventos, que incluíram os últimos três eventos do Grand Slam do ano. No entanto, ela derrotou Robillard-Millette em seu país de origem para ganhar o Canadian Open Junior Championships durante o verão, seu primeiro título de Grau 1. No final do ano, Andreescu alcançou a final de simples e duplas na Copa Yucatán, terminando como vice-campeã para Kayla Day em simples, ao mesmo tempo em que conquistou seu primeiro título de duplas no nível 1. Em seu último torneio do ano, Andreescu derrotou Day para ganhar o Orange Bowl, seu primeiro título de primeira classe. Ela foi a primeira jogadora a ganhar títulos sub-16 e sub-18 femininos em anos consecutivos desde Mary Joe Fernández em 1984 e 1985. Durante a temporada, Andreescu também representou o Canadá na Junior Fed Cup com Robillard-Millette e Vanessa Wong. Andreescu e Robillard-Millette perderam as duplas decisivas nas semifinais contra a República Tcheca. No entanto, eles se recuperaram para vencer as duas partidas de simples contra a Rússia e conquistar o terceiro lugar. Andreescu foi indicada como "Outstanding Junior Female" pela Tennis Canada no final do ano.
Andreescu teve mais sucesso nos torneios do Grand Slam em 2016, mas não conquistou nenhum título em simples ou duplas em nenhum nível. Como cabeça-de-chave no Australian Open em simples e duplas, ela desistiu de ambos os eventos após duas partidas cada devido a lesões recorrentes envolvendo o adutor esquerdo e o tornozelo direito, bem como uma fratura por estresse no pé. Essas lesões a mantiveram afastada por seis meses. Andreescu voltou às competições em Wimbledon, onde perdeu na terceira rodada. No US Open, ela teve sua melhor corrida em um evento de Grand Slam até o momento, chegando às semifinais em simples, onde perdeu para Day. Os dois últimos eventos juniores da carreira de Andreescu aconteceram em 2017 nos torneios do Grand Slam. Ela igualou seu melhor resultado de Grand Slam em simples no Australian Open, onde foi derrotada por Rebeka Masarova [en] nas semifinais. Ela então chegou às quartas de final do Aberto da França em seu último evento de simples, perdendo para Claire Liu [en]. Mesmo assim, Andreescu conquistou os títulos de duplas do Grand Slam em ambos os torneios com Carson Branstine [en]. A dupla derrotou a equipe polonesa de Maja Chwalinska [en] e Iga Swiatek na final do Aberto da Austrália, e a equipe russa de Olesya Pervushina [en] e Anastasia Potapova na final do Aberto da França. Com o título do Aberto da França, Andreescu e Branstine se tornaram a primeira equipe canadense a ganhar um título de duplas femininas do Grand Slam.

## Carreira profissional

### 2015–18: Primeiros títulos ITF, final de duplas WTA
Andreescu começou a jogar no Circuito Feminino da ITF em julho de 2015. Ela terminou como vice-campeã, para a N° 155 do ranking, Alexa Glatch [en], em seu torneio profissional, um evento de US$ 25 mil em Gatineau. Ela recebeu "wild cards" para as qualificatórias no Aberto do Canadá em 2015 e 2016, mas não conseguiu se classificar para a chave principal. Andreescu perdeu a maior parte do primeiro semestre de 2016 devido a lesão. Quando ela voltou, teve sucesso em eventos da ITF no Canadá. Ela ganhou seus primeiros títulos ITF em simples e duplas no evento de agosto de 2016 em Gatineau, vencendo as duplas com a rival júnior Robillard-Millette [en]. Em outubro, ela terminou como vice-campeã em eventos de simples e duplas no Challenger de Saguenay de nível superior de  US$ 50k, novamente em parceria com Robillard-Millette. Durante o evento de simples, ela derrotou a nº 113 Jennifer Brady no tiebreak do terceiro set nas semifinais antes de perder para a nº 111, CiCi Bellis, na final.
Andreescu ganhou mais dois títulos de US$ 25 mil no início de 2017, o que a ajudou a entrar no top 200 do ranking da WTA. Depois de perder na qualificatória do Aberto da França, ela conseguiu se classificar para a chave principal de Wimbledon. Ela perdeu em sua estreia no Grand Slam para a número 105, Kristína Kučová. No final do mês, ela recebeu um "wild card" para a chave principal do Washington Open. Ela derrotou Camila Giorgi na rodada de abertura, sua primeira vitória no WTA Tour. Em sua próxima partida, ela derrotou a número 13 do mundo, Kristina Mladenovic, para avançar para as quartas de final, onde perdeu para Andrea Petkovic. Algumas semanas depois, ela fez sua estreia na chave principal do Aberto do Canadá como "wild card", perdendo para a número 55, Tímea Babos. Andreescu entrou na qualificatória do US Open, mas perdeu a partida de abertura. Na última etapa da temporada, teve mais sucesso nas duplas. Ela alcançou sua primeira final WTA em duplas com a compatriota Carson Branstine [en] no Tournoi de Québec. Elas terminaram como vice-campeãs, atrás das primeiras colocadas Tímea Babos e Andrea Hlaváčková. Ela então fez parceria com a compatriota Carol Zhao para ganhar o título de duplas no torneio de US$ 60k, Challenger de Saguenay. A melhor classificação de Andreescu durante o ano foi a 143ª e ela terminou a temporada na 182ª posição.
Andreescu não disputou nenhuma partida de nível WTA Tour em 2018. Ela entrou nas qualificatórias para todos os quatro Majors, mas não se qualificou para nenhum deles. Ela chegou mais perto no Aberto da França e em Wimbledon, perdendo a última partida em ambos. Andreescu jogou principalmente torneios no nível de US$ 25k, chegando a quatro finais. Ela teve dois vice-campeonatos em abril e dois títulos no final da temporada. Um de seus melhores resultados em eventos de nível superior foram as quartas de final no torneio de US$ 100k, Midland Classic. Ela também chegou às semifinais do torneio de US$ 60k, Challenger de Granby [en], onde precisou abandonar devido a uma lesão nas costas. Esta lesão a manteve fora do Aberto do Canadá. Depois de tentar se qualificar no US Open, ela só voltou às competições no final de outubro. Os dois títulos de Andreescu no final da temporada a ajudaram a terminar o ano na 152ª posição do mundo.

### 2023: De volta ao top 30, primeira final de duplas mistas em Major, terceira rodada de Wimbledon
Em Miami, Andreescu chegou à quarta rodada derrotando Emma Raducanu, a sétima cabeça de chave Maria Sakkari em sua primeira vitória no top 10 da temporada e Sofia Kenin. Ela sofreu uma grave lesão no tornozelo na quarta rodada contra Ekaterina Alexandrova e teve que ser retirada da quadra em uma cadeira de rodas.
No Aberto da França, Andreescu chegou à final em duplas mistas como dupla reserva com Michael Venus, com vitória sobre a dupla da compatriota Gabriela Dabrowski e o americano Nathaniel Lammons [en]. Nas simples do mesmo torneio, ela chegou à terceira rodada, mas perdeu para Lesia Tsurenko, em sets diretos. Em Wimbledon, ela derrotou Anna Bondar em três sets na primeira rodada e a 26ª "cabeça de chave" Anhelina Kalinina em três sets na segunda, chegando à terceira rodada nesse Major pela primeira vez na carreira, mas perdeu para Ons Jabeur, a eventual vice-campeã, também em jogo de três sets. Sua última participação na temporada foi no Aberto do Canadá, onde perdeu para Camila Giorgi na primeira rodada em sets diretos. Depois disso, nos treinamentos, sentiu dores nas costas e efetuados os exames, foi constatada uma fratura por estresse na coluna, fazendo com que ela desistisse de participar do US Open.

### 2024
Depois de uma longa interrupção na carreira para a necessária recuperação física e mental, Andreescu decidiu retornar ao circuito no Aberto da França. Usando o critério de "ranking protegido", ela venceu Sara Sorribes Tormo, na primeira rodada em sets diretos, venceu a cabeça de chave N° 23 Anna Kalinskaya, na segunda, em jogo de três sets, mas perdeu na terceira para a cabeça de chave N° 12, Jasmine Paolini, também em jogo de três sets. Seu próximo compromisso, foi o Libéma Open, no qual chegou à final, onde perdeu para Liudmila Samsonova em jogo de três sets ficando com o vice-campeonato.

## Finais da WTA

### Simples: 4 (3-1)
| Legenda                             |
| ----------------------------------- |
| Torneios do Grand Slam (0–0)        |
| Torneios do WTA Tour (0–0)          |
| Premier Mandatory & Premier 5 (2-0) |
| Premier (0–0)                       |
| International (0–1)                 |
| WTA 125K Series (1-0)               |

| Finais pela superfície |
| ---------------------- |
| Duro (3–1)             |
| Saibro (0–0)           |
| Grama (0–0)            |
| Carpete (0–0)          |

| Resultado   | Número | Data                  | Torneio                                             | Superfície | Oponente         | Resultado (jogos) |
| ----------- | ------ | --------------------- | --------------------------------------------------- | ---------- | ---------------- | ----------------- |
| Vice-campeã | 1.     | 6 de janeiro de 2019  | ASB Classic – Simples Femininos, Nova Zelândia      | Duro       | Julia Görges     | 6–2, 5–7, 1–6     |
| Campeã      | 1.     | 27 de janeiro de 2019 | WTA Oracle Challenge, Newport Beach, Estados Unidos | Duro       | Jessica Pegula   | 0-6, 6-4, 6-2     |
| Campeã      | 2.     | 17 de março de 2019   | Indian Wells                                        | Duro       | Angelique Kerber | 6-4, 3-6, 6-4     |
| Campeã      | 3.     | 11 de agosto de 2019  | Rogers Cup                                          | Duro       | Serena Williams  | 3-1 ret.          |
| Campeã      | 4.     | 7 de setembro de 2019 | US Open                                             | Duro       | Serena Williams  | 6-3, 7-5          |

### Duplas: 1 (0-1)
| Legenda                             |
| ----------------------------------- |
| Torneios do Grand Slam (0–0)        |
| Torneios do WTA Tour (0–0)          |
| Premier Mandatory & Premier 5 (0–0) |
| Premier (0–0)                       |
| International (0–1)                 |

| Finais pela superfície |
| ---------------------- |
| Duro (0–0)             |
| Grama (0–0)            |
| Saibro (0–0)           |
| Carpete (0–1)          |

| Resultado   | Número | Data             | Torneio                   | Superfície | Companheira      | Oponentes                     | Resultado (jogos) |
| ----------- | ------ | ---------------- | ------------------------- | ---------- | ---------------- | ----------------------------- | ----------------- |
| Vice-campeã | 1.     | Setembro de 2017 | Tournoi de Québec, Canadá | Carpete    | Carson Branstine | Tímea Babos Andrea Hlavácková | 3–6, 1–6          |